# Dicamptus nigropictus
Dicamptus nigropictus là một loài tò vò trong họ Ichneumonidae.